# Enargia glaisi
Enargia glaisi là một loài bướm đêm trong họ Noctuidae.